# Raggio di Luna
Raggio Di Luna eller Moon Ray var en italiensk musikgrupp som främst gjorde disco under 1980-talet. Medlemmar i gruppen var Aldo Martinelli. Fabrizio Gatto, Simona Zanini och Mandy Ligios. Deras största hit bör vara låten Comanchero från 1984 som blev en stor hit i länder som Sverige, Tyskland. Österrike och Schweiz.